# Dudley
Dudley város az Egyesült Királyságban. Lakosainak száma 79 379 fő (2011).